# Grupo Desportivo Estoril Praia 2010-2011
Questa voce raccoglie le informazioni riguardanti il Grupo Desportivo Estoril Praia nelle competizioni ufficiali della stagione 2010-2011.

## Rosa
| N. |                                | Ruolo | Calciatore               |
| -- | ------------------------------ | ----- | ------------------------ |
| 2  | Portogallo (bandiera)          | D     | Tiago José Ribeiro Costa |
| 3  | Brasile (bandiera)             | D     | Bruno Nascimento         |
| 4  | Portogallo (bandiera)          | D     | Lameirão                 |
| 5  | Brasile (bandiera)             | D     | Anderson Luiz            |
| 6  | Brasile (bandiera)             | D     | Jefferson                |
| 7  | Stati Uniti (bandiera)         | A     | Tony Taylor              |
| 9  | São Tomé e Príncipe (bandiera) | A     | Luís Leal                |
| 10 | Brasile (bandiera)             | C     | Vinícius                 |
| 11 | Brasile (bandiera)             | A     | Alex Afonso              |
| 12 | Brasile (bandiera)             | P     | Cléber                   |
| 13 | Portogallo (bandiera)          | D     | Marco Silva              |
| 15 | Portogallo (bandiera)          | C     | Tiago Conceição          |
| 16 | Brasile (bandiera)             | A     | Clodoaldo                |
| 17 | Portogallo (bandiera)          | C     | Joãozinho                |

| N. |                        | Ruolo | Calciatore      |
| -- | ---------------------- | ----- | --------------- |
| 18 | Portogallo (bandiera)  | C     | Nelsinho        |
| 19 | Portogallo (bandiera)  | D     | Steven Vitória  |
| 20 | Brasile (bandiera)     | C     | Luciano Bebê    |
| 21 | Brasile (bandiera)     | D     | Erick           |
| 22 | Brasile (bandiera)     | D     | Luiz Alberto    |
| 23 | Portogallo (bandiera)  | C     | João Coimbra    |
| 24 | Stati Uniti (bandiera) | D     | Greg Garza      |
| 25 | Belgio (bandiera)      | P     | Mario           |
| 26 | Brasile (bandiera)     | D     | Murilo Ceará    |
| 27 | Brasile (bandiera)     | A     | Paulo Sérgio    |
| 33 | Brasile (bandiera)     | P     | Vagner          |
| 34 | Stati Uniti (bandiera) | C     | Bryan Arguez    |
| 77 | Portogallo (bandiera)  | C     | Filipe da Costa |